# (12013) Sibatahosimi
(12013) Sibatahosimi est un astéroïde de la ceinture principale.

## Description
(12013) Sibatahosimi est un astéroïde de la ceinture principale. Il fut découvert le 7 novembre 1996 à Kitami par Kin Endate et Kazuro Watanabe. Il présente une orbite caractérisée par un demi-grand axe de 2,24 UA, une excentricité de 0,13 et une inclinaison de 6,1° par rapport à l'écliptique.

## Compléments